# هسته اقلیت
هستهٔ اقلیت یک گروه سیاسی با مشی کمونیستی است که به عنوان یکی از سازمان‌های اپوزیسیون علیه حکومت جمهوری اسلامی ایران فعالیت می‌کند. هستهٔ اقلیت در شورای همکاری نیروهای چپ و کمونیست عضویت دارد.

## استراتژی هستۀ اقلیت
هستهٔ اقلیت خود را جمع کوچکی از فعالان کمونیست معرفی کرده است که در راستای ایجاد تدارک برای انقلاب سوسیالیستی علیه مناسبات جامعهٔ طبقاتی سرمایه‌داری با هدف نهایی تأسیس جامعه‌ای بدون دولت، طبقه، سلطه، ستم و استثمار فعالیت می‌کند. هستهٔ اقلیت پیش‌شرط چنین جامعه‌ای را عبور کردن از یک دورهٔ گذار می‌داند که در آن می‌باید کارگران به عنوان نیروی پیشروی انقلاب حکومتی کارگری به وجود بیاورند و با به زیر کشیدن حکومت سرمایه‌داری، ماشین دولتی این نظام را نابود کنند. به باور هستهٔ اقلیت دولت کارگران باید متکی بر دموکراسی مستقیم و شورایی باشد و آزادی‌های سیاسی را به صورت بی‌قید و شرط تأمین کند، اما نباید دولتی حزبی باشد؛ بلکه باید مبتنی بر قدرت شوراهای مردمی باشد و هم قانون‌گذاری و هم اجرای آن را از طریق شوراها و دموکراسی مستقیم به انجام برساند. دولت کارگری همچنین باید مالکیت خصوصی بر ابزار تولید را به عنوان منشأ اصلی استثمار، تقسیم جامعه به طبقات و سلطه در جامعه لغو کرده و به جای آن ابزارهای تولید را اجتماعی کند. دولت کارگری به هیچ نباید استثمار کردن انسان‌ها را به عنوان حقی فردی یا اجتماعی به رسمیت بشناسد و در مجموع الزامات از بین بردن استثمار و سلطه و تحقق آزادی و حاکمیت آحاد جامعه بر سرنوشت خویش را فراهم بیاورد.

## مطالبات فوری برای جامعهٔ ایران
هستهٔ اقلیت در رابطه با جامعهٔ ایران از ۱۲ مطالبهٔ فوری یاد کرده است که به باور اعضای این هسته با استراتژی این گروه همخوانی دارد. این مطالبات عبارتند از:
1. سرنگونی جمهوری اسلامی به عنوان یک حکومت سرمایه‌داری و برقراری یک دولت کارگری
2. برقراری دموکراسی مستقیم و تأسیس شوراها و انحلال دستگاه‌های بوروکراتیک، نظامی و قضایی جمهوری اسلامی
3. تضمین بی قید و شرط آزادی‌های سیاسی از قبیل لغو مجازات اعدام، زندان‌های سیاسی، برقراری آزادی انتقاد، بیان، قلم، پوشش، زندگی و …
4. جدا کردن دین از سیاست و دستگاه آموزشی، لغو مذهب رسمی، آزادی همهٔ ادیان و بی‌دینی
5. از بین بردن ستم جنسیتی، مبارزه برای رهایی زنان و مقابله با سنت‌هایی که به سلطه و تبعیض در مورد زنان منجر می‌شود و همچنین آزادی در رابطه با انتخاب روابط جنسی
6. تضمین حقوق کودک از قبیل لغو کار کودک، ممنوعیت خشونت، مجازات، کودک‌آزاری و سوءاستفادهٔ جنسی از کودکان
7. از بین بردن هر نوع ستم قومی و ملی
8. جلوگیری از عوامل آسیب‌رساننده به محیط زیست
9. خودگردانی کارگران بر اساس منافع طبقاتی آن‌ها
10. خدمات رفاهی از قبیل حق کار، بیمهٔ بیکاری، بازنشستگی، مسکن مناسب و بهداشت، درمان و آموزش رایگان
11. کاهش ساعات کار و افزایش ساعات فراغت به عنوان شاخصی برای رفاه اجتماعی
12. انترناسیونالیسم سوسیالیستی و کارگری[۵]